# Apopudobalia
Apopudobalia (griechisch Ἀποπουδοβαλία) ist ein 1996 in der ersten Auflage des altertumswissenschaftlichen Nachschlagewerks Der Neue Pauly (Band 1, Spalte 895) enthaltener fingierter Lexikonartikel (ein so genanntes U-Boot). Der Artikel wurde von dem damaligen Studenten und heutigen Professor für Alte Geschichte Mischa Meier verfasst. Der gewollt fehlerhafte Eintrag gilt heute als eines der bekanntesten „U-Boote“ der modernen Lexikografie.

## Inhalt
Laut Lexikoneintrag sei Apopudobalia eine antike Sportart, die schon in den „Gymnastika“ des „Achilleus Taktikos“ im frühen 4. Jahrhundert v. Chr. erwähnt werde. Seinen revolutionären Charakter erhält der Artikel durch die Behauptung, dass Apopudobalia als Vorform des neuzeitlichen Fußballspiels gelten könne, was somit der allgemein verbreiteten Ansicht, Engländer hätten das weltweit beliebte Ballspiel erfunden, widerspräche.
Im Artikel ist weiterhin zu lesen, dass die Sportart in späthellenistischer Zeit ihren Weg nach Rom gefunden habe. Hier fand die neue körperliche Betätigungsart angeblich so viele Anhänger, dass schon „in der ps.-ciceronianischen Schrift De viris illustribus (3,2)“ die prominentesten Apopudobalonten aufgeführt worden sein sollen. Bis zum 2. Jahrhundert sei Apopudobalia durch die römischen Legionen bis nach Britannien verbreitet worden, von wo aus im 19. Jahrhundert die Sportart zum zweiten Mal erfolgreich in die Welt getragen wurde. Die ungewöhnliche Tatsache, dass es offenbar trotz der großen Popularität des Sports vom 4. Jahrhundert an bis zur Neuzeit keine Nachweise mehr für Apopudobalia gibt, wird mit der Abneigung des frühen Christentums (Tertullian) erklärt.
Verständlich erscheinen die Schwierigkeiten, weitergehende Informationen über das Thema zu finden, wenn man berücksichtigt, dass der Eintrag zu Apopudobalia vollkommen frei erfunden ist und jeglicher wissenschaftlicher Grundlage entbehrt. „Apopudobalia“ ist eine altgriechische Kunstübersetzung für „Fußball“, welche allerdings gegen Regeln der griechischen Wortbildung verstößt. Es wird auf eine „Festschrift M. Sammer“ verwiesen – herausgegeben von einem A. Pila (= „Ein Ball“) – die als „grundlegend“ empfohlen wird, und auf den Aufsatz eines B. Pedes (= „Zwei Füße“) in „Zschr. für Antike und Sport 4, 1995, 1–19“.
Tatsächlich war ein Ballspiel namens Harpaston, das Rugby ähnelte und Vorläufer im alten Griechenland hat, bei den Römern beliebt. Allerdings war der Ball klein und eher mit einem Softball zu vergleichen und wurde hauptsächlich mit den Händen gespielt.

## Hintergrund
Die Idee zum Verfassen des fingierten Apopudobalia-Artikels kam Mischa Meier spontan, als er für seinen damaligen Professor zahlreiche Artikel für den Neuen Pauly erstellte. Dem Metzler-Verlag fiel der ursprünglich nicht lemmatisierte Scherz-Artikel aufgrund erheblichen Termindrucks seitens der Redaktion erst nach Druck und Veröffentlichung der ersten Auflage auf, als fachliche Kritik an der falschen Wortbildung aufkam, ohne jedoch den ironischen Unterton zu erkennen. Der Verlag drohte Meier daraufhin, die schon gedruckten Exemplare auf dessen Kosten vernichten zu lassen, ließ aber nach positiven Rückmeldungen durch verschiedene amüsierte Historiker von dem Vorhaben ab. Einer 1997 abgegebenen Stellungnahme einer Verlagssprecherin zufolge habe man an „humanistische Traditionen anknüpfen [und] etwas Humor“ hineinbringen wollen.
Der Artikel ist in der englischen Fassung des Neuen Pauly nicht enthalten, allerdings zog der Brill-Verlag zeitweilig die Einfügung eines alternativen Scherzartikels in Betracht.

## Rezeption
Der Artikel wird von Stephan Geiger in der Wissenschaftssatire Sokrates flankt! Eine kleine Philosophiegeschichte des Fußballs als wichtige und richtungsweisende Forschungsleistung angeführt. Mittlerweile wird dieser Faden weitergesponnen durch ähnlich pseudowissenschaftliche Kommentierungen des Themas „Apopudobalia“.